# Сала-Комачина
Сала-Комачина (итал. Sala Comacina) — коммуна на северном берегу озера Комо в Италии. Относится к провинции Комо региона Ломбардия. Отделена 180-метровым проливом от острова Комачина.
Население составляет 602 человека (2008 г.), плотность населения составляет 120 чел./км². Занимает площадь 5 км². Почтовый индекс — 22010. Телефонный код — 0344.
Покровителем коммуны почитается святой апостол Варфоломей, празднование 24 августа.

## Демография
Динамика населения:

## Администрация коммуны
- Официальный сайт: http://www.salacomacina.com/